# Heleomyza elongata
Heleomyza elongata är en tvåvingeart som beskrevs av Blanchard 1852. Heleomyza elongata ingår i släktet Heleomyza och familjen myllflugor. Inga underarter finns listade i Catalogue of Life.